# Казе Семинарио (Пескара)
Казе Семинарио (итал. Case Seminario) је насеље у Италији у округу Пескара, региону Абруцо.
Према процени из 2011. у насељу је живело 439 становника. Насеље се налази на надморској висини од 59 м.